# Agricultural Bank of Namibia
Die Agricultural Bank of Namibia (meistens nur kurz AgriBank) ist die nationale Landwirtschaftsbank Namibias. Sie hat ihren Sitz in der Hauptstadt Windhoek und ist ein Staatsunternehmen. Die Bank hat (Stand 2021) 148 Mitarbeiter.
Ihre Hauptaufgabe liegt in der Förderung der Landwirtschaft oder der mit der Landwirtschaft einhergehenden Wirtschaftssektoren durch die Vergabe von Krediten. Die Bank operiert von sechs landesweiten Filialen in Windhoek, Otjiwarongo, Rundu, Mariental, Oshakati und Katima Mulilo.
Der Umsatz der AgriBank lag zuletzt (Stand 2021) bei knapp 246 Millionen Namibia-Dollar, der Gewinn bei gut 37,7 Millionen Namibia-Dollar.

## Geschichte
Die Agricultural Bank of Namibia wurde bereits 1907 unter dem Namen Deutsch-Südwestafrikanischer Farmerbund gegründet. Aus ihr ging 1922 die Land and Agricultural Bank of South West Africa hervor. 1991 erhielt diese auf Grundlage der Verordnung Nr. 27 ihren heutigen Namen.